# 무신론의 역사
무신론이라는 단어는 16세기에 '신이 없음'을 의미하는 지닌 고대 그리스어 ἄθεος에서 기원하였다. 적극적인 무신론은 최소 18세기 후반에 시작되었으며 무신론 사상과 무신론자들의 정치력이 강화됨에 따라 역사의 폭이 넓어졌다.
아마도 신이 없을 것이라는 자연적인 명제는 유신론 만큼이나 오래된 논리이다. 철학적인 무신론자들은 이미 기원전 6세기에서 5세기 사이부터 유럽과 아시아 등지에서 등장하였다.
윌 듀런트는 아프리카의 피그미 부족에서 그 어떤 숭배의식도 찾아볼 수 없었으며, 그들이 그 어떤 영적 존재나 신도 믿지 않는다는 것을 발견하였다. 피그미 부족은 특별한 제사 의례없이 죽은 자를 그들의 물건과 함께 매장하는 장례식을 치루었으며, 여행자나 외부인에 대한 그 어떠한 단순한 미신도 가지고 있지 않았다. 또한 베다 시대의 스리랑카에서는 신의 존재 가능성만 공인되었기 때문에 성직자나 예배 의식이 존재하지 않았다.

## 고대 그리스와 로마

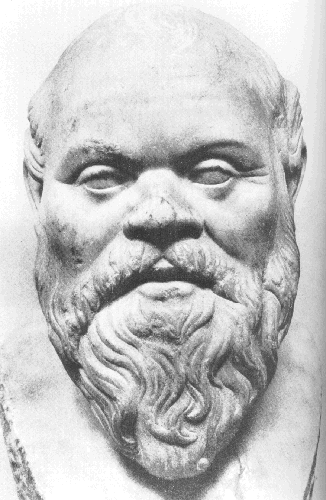
소크라테스

유럽의 고대 시대에 유신론은 도시 국가나 로마 제국의 신성한 의무로 여겨지는 기본적인 믿음이였다. 역사적으로 국가가 숭배하는 신(들)을 믿지 않는 시민은 중죄로서 무신론자로 고발되었다. 정치적인 이유로 아테네의 소크라테스는 기원전 399년 단지 초경험적인 내심의 소리, 즉 다이몬의 소리를 경청하라는 주장을 대가로 '무신론자'라는 혐의로 고소되어 사형을 당했다. 로마의 기독교인들도 역시 당시 로마의 종교를 믿지 않는 무신론자로 취급되어 박해를 받았다. 당시의 무신론이 가지는 의미는 이교도나 무신앙자였으며, 정적으로 제거하려는 정치적인 도구로 이용되기도 하였다.
에우리피데스(기원전 480-406년)은 다음과 같이 말했다. "누군가 저 위에 신은 있는가 물었다. 신은 없다; 없다, 신은 없다, 바보처럼 굴지 말라. 옛날의 거짓 우화를 앞세워 너를 기만하고 있다."
아리스토파네스(기원전 약448-280년)은 특유의 풍자적인 양식을 이용하여 희극 ⟪기사⟫에서 다음과 같이 말했다. "신전들이여! 신전들이여! 분명히 너희들은 신들을 믿지 않을 것이다. 너희들의 논증은 무엇인가? 너희들의 증명은 어디에 있는가?

### 철학
서구 문명의 철학은 기원전 6세기 그리스에서 시작하였다. 역사에 등자하는 첫 철학자들은 무신론자가 아니였으나, 신화 대신 자연현상을 통해 세계를 설명하려고 시도하였다. 가령 그들은 번개를 바람의 충돌과 구름의 분열로 인하여, 지진은 지구의 급격한 온도차로 인해 발생한 것이라 추측했다. 초기 철학자들은 전통적인 종교의 관념을 자주 비판하였다. 크세노파네스(기원전 6세기)는 유명한 말을 남겼는데, "만약 소와 말이 손을 가지고 있다면, 말은 말처럼 생긴 신을 그릴 것이요, 소는 소처럼 생긴 신을 그릴 것" 라고 주장하였다. 다른 철학자이자 천문학자인 아낙사고라스(기원전 5세기)는 태양을 가리키며 "펠로폰네소스보다 훨씬 큰 불덩어리"라고 말했으나, 불경죄로 아테네에서 추방되었다.
최초의 완전한 유물론철학은 원자론자인 레우키포스와 데모크리토스(기원전 5세기)로부터 파생하였다. 그들은 이 세계의 형태와 발전을 무한한 우주 속 원자의 움직임으로 설명하려고 시도하였다.
고대 그리스-로마 철학 학파 중 무신론이라는 비난을 받은 학파는 극소수에 불과했으나 무신론적 견해를 표명한 철학자도 몇몇 있었다. 소요학파 철학자 람프사쿠스의 스트라토는 신들의 존재를 믿지 않았다. 키레네학파 철학자인 무신론자 시오도루스(기원전 300년경)는 신의 존재를 부정하고 자신의 견해를 설명하는 책인 신에 관하여를 썼다고 한다.

#### 소피스트
기원전 5세기 소피스트들은 그리스의 전통적 관념에 관한 질문을 하였다. 케오스의 프로디쿠스는 "신들처럼 존중을 받는 것이 인간의 삶에 도움이 되는 것"이라고 믿는다고 말했다. 프로타고라스는 그의 책 서문에 "신들을 존경함에도 불구하고 나는 그들이 실제로 존재하는지 존재하지 않는지 말할 수가 없다."고 밝혔다.
멜로스의 디아고라스(기원전 5세기)는 역사에 등장하는 최초의 '무신론자'로 알려져있다.

#### 에피쿠로스학파

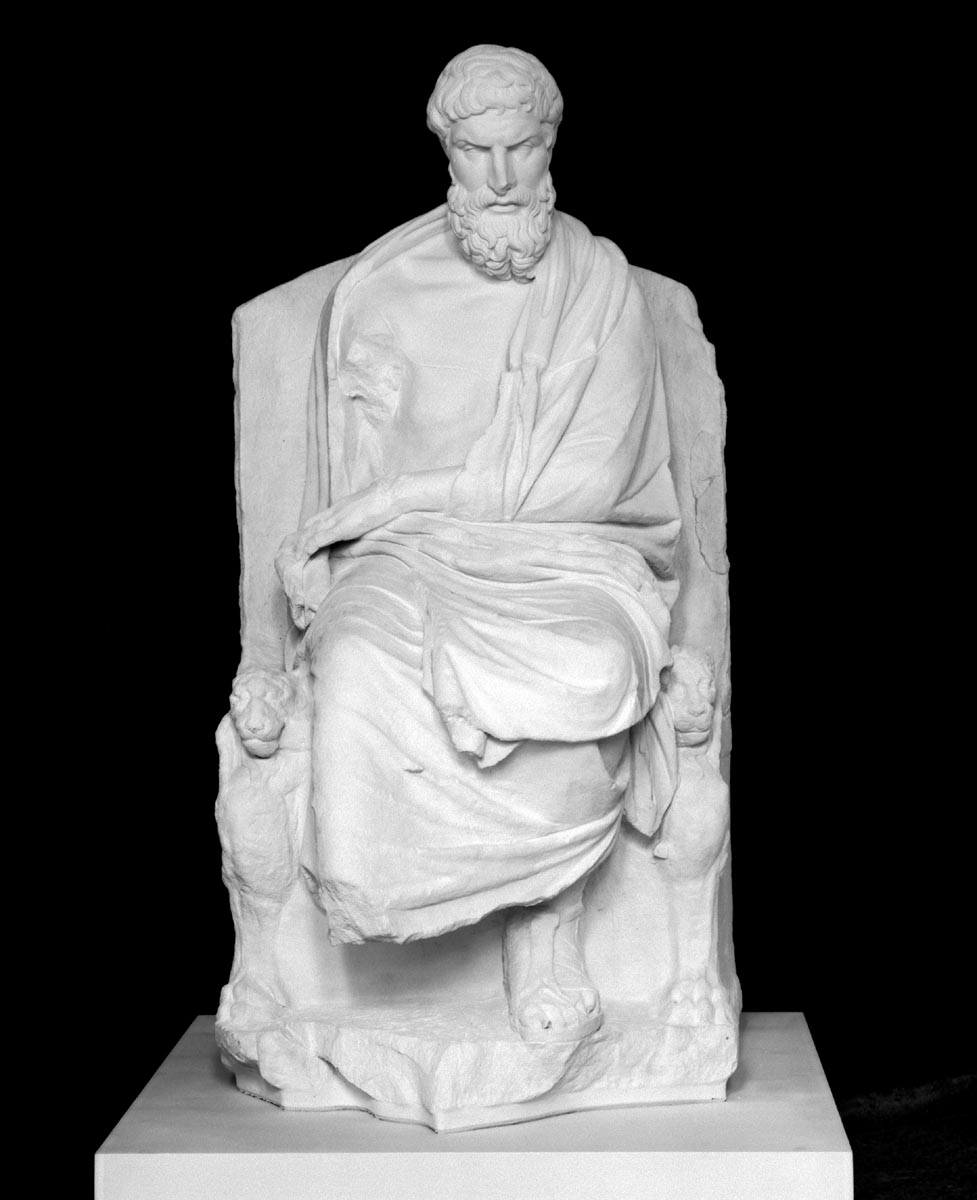
에피쿠로스.

무신론의 발전에 있어서 가장 중요한 그리스 사상가는 에피쿠로스(기원전 300년경)였다. 그는 데모크리토스와 원자론자들의 사상을 빌려, 우주가 신의 개입 없이 우연의 법칙에 의해 지배된다고 주장하는 유물론 철학을 지지했다. 에피쿠로스는 여전히 신이 존재한다고 주장했지만, 그는 신들이 인간사에 관심이 없다고 믿었다. 에피쿠로스학파의 목표는 아타락시아 (불안하지 않은 정신상태)를 얻는 것이었다. 이를 달성하는 한 가지 중요한 방법은 신의 진노에 대한 두려움이 비이성적이라는 것을 폭로하는 것이었다. 에피쿠로스학파는 또한 내세의 존재와 사후 신의 형벌을 두려워할 필요성을 부인했다.
에피쿠로스 사상의 가장 서정적인 표현 중 하나는 루크레티우스의 사물의 본성에 관하여 (기원전 1세기)로, 그는 신이 존재한다고 주장했으나 종교적 두려움이 인간 불행의 주요 원인 중 하나이며 신은 세상에 관여하지 않는다고 주장했다. 에피쿠로스학파는 또한 내세의 존재를 부정했고 따라서 죽음에 대한 두려움을 일축했다.
에피쿠로스학파는 자신이 무신론자임을 부인했으나 비평가들은 그들이 무신론자라고 주장했다. 이러한 주장된 숨겨진 무신론에 대한 한 가지 설명은 그들이 박해를 두려워했기 때문이며, 그들은 이를 피했으나 그들의 가르침은 논란이 많았고 특히 스토아학파와 신플라톤주의와 같은 다른 학파에서 혹독하게 공격을 받았다는 것이다.

#### 피론주의
에피쿠로스학파와 유사하게, 피론주의자들은 무신론에 대한 박해를 피하기 위해 조상의 관습과 법률에 따라 신이 존재한다고 선언하고 신을 숭배하고 경배하는 데 도움이 되는 모든 것을 행했지만 철학과 관련하여 신의 존재에 헌신하는 것을 거부하는 전략을 사용했다. 피론주의 철학자 섹스투스 엠피리쿠스는 신의 존재에 반대하는 많은 고대의 주장을 편찬하면서 이 문제에 대한 판단을 보류해야한다고 권고했다. 살아남은 그의 방대한 저술은 후대 철학자들에게 지속적인 영향을 미쳤다.

### 의학
히포크라테스 이전 시대에 그리스인들은 신이 건강과 질병을 포함한 인간 존재의 모든 측면을 통제한다고 믿었다. 종교적 관점에 도전한 가장 초기의 작품 중 하나는 기원전 400년경에 쓰인 신성한 질병에 관하여이다. 익명의 저자는 "신성한 질병"인 간질이 자연적인 원인을 갖고 있고, 가정된 신성한 기원에 대한 생각은 인간의 미숙함에 기반을 두고 있다고 주장했다.

### 에우헤메로스
에우헤메로스(기원전 330~260년경)는 신들이 과거의 신격화된 통치자, 정복자, 건국자일 뿐이며, 그들의 숭배와 종교는 본질적으로 사라진 왕국과 이전의 정치 구조의 연장선이라고 주장하는 자신의 견해를 발표했다. 에우헤메로스는 나중에 "신들을 말살함으로써 사람이 거주하는 지구 전체에 무신론을 퍼트렸다"는 비판을 받았으나 그의 세계관은 엄격하고 이론적인 의미에서 무신론적이지 않다. 그는 신들을 태초신들과 구별하여 신들이 "영원하고 불멸한다"고 주장했기 때문이다.

## 고대시대의 몰락
무신론에 대한 개념은 고대 유대인들에게도 알려졌는데, 성경 복음서의 저자들에게는 부정적으로 인식되었다. 성경의 시편에는 다음과 같은 구절이 포함되어있다. "어리석은 자는 그의 마음에 이르기를 '하나님이 없다.' 하는도다 그들은 부패하고 그 행실이 가증하니 선을 행하는 자가 없도다.".

## 중국
동북아시아에선 강력한 유일신이나 인격적인 신이 존재하는 종교가 부재하였기 때문에 자연스럽게 무신론 논쟁의 필요성이 부각되지 않았다. 그리하여 이 지역의 무신론은 주로 영적인 존재와 작용에 관한 논의가 주를 이루게 되었다. 중국의 유명한 무신론 철학자로는 범진이 있다. 유물주의 철학자인 그는 중국철학사에서 최초로 형질신용설을 주장했으며, 《신멸론》등을 통하여 자신의 무신론을 선전하였다. 완첨은 무귀론을 주장하였다.

## 중세시대
중세 이슬람에서는 학자들이 무신론의 관점을 인지하였으며 비록 그들이 실질적으로 무신론자라고 볼 수 없었지만, 종종 무신앙자들을 공격하였다. 개개인이 무신론으로 비난을 받을때, 그들은 보통 무신론 지지자들 보다는 이교도의 관점으로 비추어졌다. 한 주목할만한 현상은 9세기 학자 이븐 알-라완디가 무하메드가 포함된 종교적 예언에 대한 개념을 비판하며, 그 종교적 도그마는 받아들여질 수 없으며 거부되어야 한다고 주장한 것이다. 이슬람 세계에서의 종교에 대한 비판들은 물리학자이자 철학자였던 아부 아브르 알-라지 (865-925)와 시인 알-마아리로 이어진다.
유럽의 중세 시대의 무신론 표현에 대해 깔끔히 알려진바가 없다. 13세기 후반에 쓰여진 아이슬란드 사가 흐라픈켈의 유명무실한 등장인물이 "나는 신에 대한 신앙이 어리석다고 생각해."라고 발언한다. 그의 프레이르 신전이 불탄 이 후 그는 스스로 다른 제물을 바치지 않을 것을 맹세하며, 이 처지를 사가에서는 '무신론적'이라고 표현하였다. 야곱 그림은 그의 '튜튼 신화'에서 다음과 같이 진술하였다.

주목할 만한 부분은 고대 북구 신화가 가끔 그들의 신앙에 대해 의심과 완전한 혐오감을 갖고 자기 자신의 체력과 선행에 의지하게 되는 사람을 언급한다는 것이다.
기독교가 전파된 유럽에서는, 특히 종교 재판이 활동하던 국가에서 이단자들이 박해받았다. 하지만 토마스 아퀴나스의 다섯 가지 신존재증명(Quinquae viae)과 캔터베리의 안셀름이 쓴 존재론적 논증은 신의 존재에 대한 질문의 타당성을 인정한 사례이다. 주로 당시에는 정적을 공격하기 위한 수단으로 상대방을 무신론자로 비난하였다. 교황 보니파스 8세는 그의 죽음 이후 그의 정적들로부터 무신론자라 비난받았는데, 그가 교회의 종교적 최고 지위를 강요하였었기 때문이었다.

## 르네상스
르네상스 시대를 거치면서 종교 비판에 대한 출판물이 나타나기 시작하였다. 그러나 현재와 같은 무신론적 내용을 포함한 것은 아니었다.
무신론(athéisme)은 16세기 프랑스에서 유례한 단어이다. 영어 단어 'Atheist'는 적어도 1566년에 나타났다. 무신론에 대한 개념은 계몽주의 시대의 지식인들 사이에서 형성되었다. 16세기와 17세기를 거치면서 '무신론'이란 단어는 모욕적인 비속어로 분류되었다. 당대에는 자유사상가로 추측되는 익명으로 작성된 《테오프라스누스 레디비부스》라는 무신론 개요서가 널리 퍼져있었다. 당시 유럽에서 무신론자임을 공공연히 밝히는 것은 굉장히 위험한 행동이였는데, 프랑스 인본주의자 에티엔 돌레는 1546년 목이 졸린 후 화형을 당했으며, 이탈리아 자연주의자 줄리오 체사레 바니니 또한 1619년 화형당했다. 1689년 무신론자였던 폴란드 귀족인 카지미에시 위슈친스키는 바르샤바에서 고문을 당한 후 참수형에 처해졌다. 비슷한 예로 1766년 프랑스에서도 귀족 장프랑스와 드 라 바가 참수형을 당한 후 불에 태워졌으며 시신이 훼손되었다.
중요한 계몽주의 사상가 중의 하나이자 《백과전서》의 저자인 드니 디드로 또한 그의 저서 《맹인 서간》을 근거로 무신론자라고 고발되었다. 결국 그는 투옥되었으며 그의 저서들은 금서로 지정되고 불에 태워졌다.
영국의 유물론 철학자인 토마스 홉스도 마찬가지로 무신론자라는 죄목으로 고발되었으나 자신이 무신론자임을 부정하였다. 그보다 먼저 영국의 극작가이자 시인인 크리스토퍼 말로 역시 그의 집에서 예수의 신성을 부정하는 글이 발견되어 무신론자라는 이유로 고발되었다. 그가 자신에 대한 변호를 다 마치기 전에 결국 암살당했다.
근세에서, 이름이 알려진 최초의 명시적 무신론자는 덴마크의 독일어권 종교 비판자 미티아스 크누첸(1646~1674 이후)으로, 그는 1674년에 무신론에 관한 세 권의 저서를 출판했다. 크누첸은 토마스 모티머가 쓴 1789년 학생용 세계사 휴대용 사전에서 "공개적으로 무신론을 공언하고 가르친 기록상 유일한 사람"으로 불렸다.
1689년, 철학 논문 De non-existentia Dei에서 신의 존재를 부정했던 폴란드 귀족 Kazimierz Łyszczyński는 불법적으로 투옥됐다. 바르샤바 연방의 전통과 소비에스키 국왕의 중재에도 불구하고 리진스키는 무신론으로 사형을 선고받았고, 불타는 쇠로 혀가 뽑히고 손이 천천히 태워진 후 바르샤바에서 참수됐다. De non-existentia Dei에서 그는 강력한 무신론을 나타냈다.
II – 인간은 신의 창조자이고 신은 인간의 개념이자 창조물이다. 따라서 사람들은 신의 건축가이자 엔지니어이며 신은 진정한 존재가 아니라 마음 속에만 존재하는 존재이며 본성상 망상이다. 왜냐하면 신과 망상은 동일하기 때문이다.
IV - 단순한 사람들은 신이라는 날조로 더욱 교활한 사람들에게 속아 그들 자신의 억압을 당한다. 반면에 같은 억압은 사람들에 의해 어떤 방식으로 보호되므로 현명한 사람들이 진실로 그들을 해방하려고 시도하면 바로 사람들에 의해 진압될 것이다.

## 계몽시대

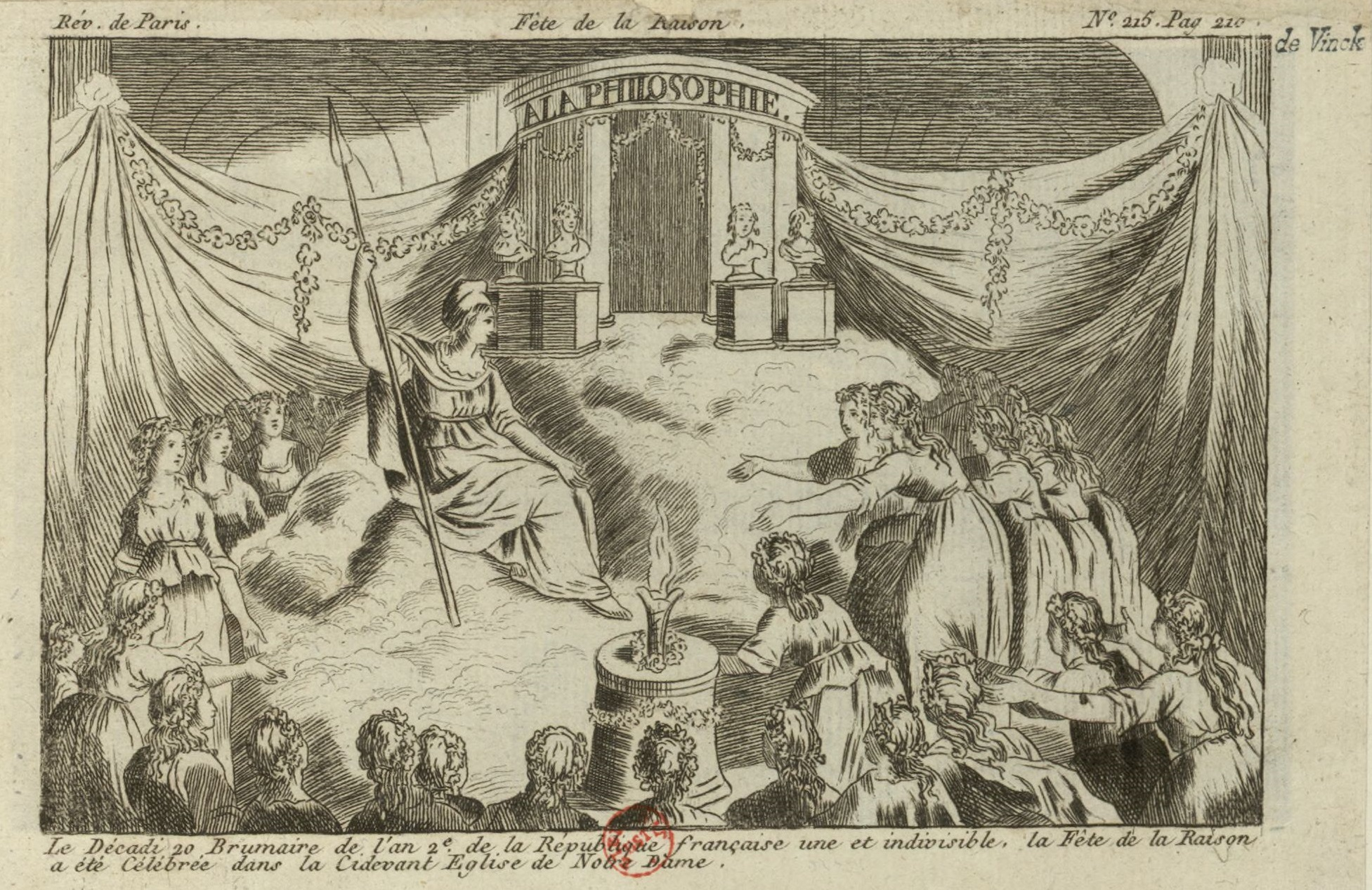
이성의 축제, 노트르담, 1793년

인구의 많은 부분에서 개종자를 얻지는 못했지만, 이신론의 여러 버전이 특정 지식인 집단에 영향력을 행사했다. 장자크 루소는 인간이 죄로 오염됐다는 기독교 개념에 도전하고, 대신 인간은 원래 선했으나 나중에 문명에 의해 타락했다고 제안했다. 영향력있는 볼테르는 이신론 관념을 광범위한 청중에게 퍼뜨렸다. "프랑스 혁명과 무신론의 폭발 이후, 볼테르는 원인 중 하나로 널리 비난을 받았다."라고 블레이니는 썼다. "그럼에도 불구하고 그의 글은 신에 대한 두려움이 무질서한 세상에서 필수적인 경찰이라는 것을 인정했다. 볼테르는 '신이 존재하지 않는다면, 신을 발명해야 할 것이다'라고 썼다." 볼테르의 주장은 존 톨랜드가 작성했고 아브라함 종교 세 가지를 모두 부정한 문서인 세 명의 사기꾼에 관한 논설에 대한 응답으로 쓰인 그의 Épître à l'Auteur du Livre des Trois Imposteurs에서 나타난다. 1766년 볼테르는 십자가를 훼손했다는 혐의로 고문당하고 참수당하고 시신이 불태워진 프랑스 귀족 프랑수아 장 드 라 바레의 판결을 뒤집으려했으나 실패했다.
아마도 무신론을 장려하는 데 전적으로 바쳐진 근대 최초의 책은 프랑스 가톨릭 사제 장 메슬리에(1664–1729)가 쓴 것이다. 그의 사후에 출판된 긴 철학적 논문은 신(기독교적 의미와 이신론적 의미 모두)과 영혼, 기적, 신학이라는 개념을 거부한다. 철학자 미셸 옹프레이는 메슬리에의 작업이 "진정한 무신론의 역사"의 시작을 알린다고 말했다.
1770년대 무신론은 여전히 대부분의 기독교 국가에서 불순한 사상이라는 이유로 금지되었으나 점점 공개적인 지위로 발전되어갔다. 앙리 디트리히 돌바크는 1770년 그의 저서 《자연의 체계》를 통하여 고전 시대 이래 최초로 신의 존재를 부정하고 무신론자임을 고백하였다. 앙리 디트리히 돌바크는 드니 디드로와 장자크 루소, 데이비드 흄, 아담 스미스와 벤자민 프랭클린을 포함한 당대 파리 지식인층의 명사였다. 무신론 사상 금지 조치에도 불구하고 그의 저서는 익명으로 출간되었으며 당국에 발견되면 즉시 불에 태워졌다.
스코틀랜드에서 데이비드 흄은 1754년에 영국의 6권짜리 역사서를 썼는데, 여기서는 신에 대해 거의 언급하지 않았다. 그는 신이 존재한다면 유럽의 격변에 직면해서는 무력할 것이라고 암시했다. 흄은 기적을 조롱했으나, 기독교를 너무 무시하지 않기 위해 조심스러운 노선을 걸었다. 흄에 있었기에 에든버러는 "무신론의 안식처"라는 명성을 얻었고, 많은 평범한 영국인들을 놀라게 했다.
이성숭배는 자크 헤베르와 피에르 쇼메테에 의하여 프랑스 혁명중 무신론에 바탕을 두어 고안되었다. 이는 이신론자였던 막시밀리앙 로베스피에르가 제창한 최고존재숭배에 의하며 중단되었다. 두 숭배주의는 프랑스 혁명중 일어난 비기독교 운동의 결과물이다.
이성숭배는 1·3차 혁명과 9월학살이 있던 1792년과 1794년 사이에 발전하여 몇몇의 프랑스 교회들이 이성주의 신전으로 개조되었다. 이 교회들은 1793년부터 산별적으로 폐쇄되기 시작하여 1793년 11월 24일 가톨릭 미사가 금지되면서 모두 폐쇄되었다.
1782년 리버풀의 의사인 메튜 터너가 쓴 저서 《프리스틀리 박사 편지에 대한 철학적 무신앙 답장》은 영국 최초의 무신론 선언서이다.
조선 후기의 학자 안정복은 자신의 저서 《천학고》와 《천학문답》을 통하여 기독교의 비현실성, 비윤리성들을 비판하였으나 유교적 입장을 근거로 한 것들이기에 완전한 유신론 비판서인지 확실하지 않다.

## 현대

### 19세기
1789년 프랑스 혁명이 일어난 후 몇몇 서유럽 국가에서 무신론이 정치 속에서 논의되기 시작하였다. 또한 19세기의 합리주의와 자유사상의 운동을 타고 급속도로 퍼져나갔다. 계몽주의 시대인 1792년 태어난 낭만주의 시인인 퍼시 비시 셸리는 자신이 수필한 《무신론의 필요성》이란 책자를 익명으로 출간하여 1811년 영국 옥스퍼드 대학교에서 퇴학당하였다. 이 책자는 영어로 작성된 최초의 무신론 출간물이다. 독일에서는 루트비히 포이어바흐가 쓴 《기독교의 본질》이란 책을 통하여 무신론이 유입되었다. 그는 카를 마르크스와 막스 슈티르너, 아르투르 쇼펜하우어, 프리드리히 니체와 같은 19세기 독일 무신론자들에게 영향을 미쳤다.
자유사상가인 찰스 브래들로는 여러 차례 영국 국회에 당선되었음에도 성서에 대한 선서를 거부하여 의원직을 박탈당했다. 브래들로가 4번이나 재선되자 마침내 국회의장이 그를 입회하도록 허가하였다. 그는 최초의 무신론자 국회의원이 되었으며 성서 선서 법을 개정하였다.

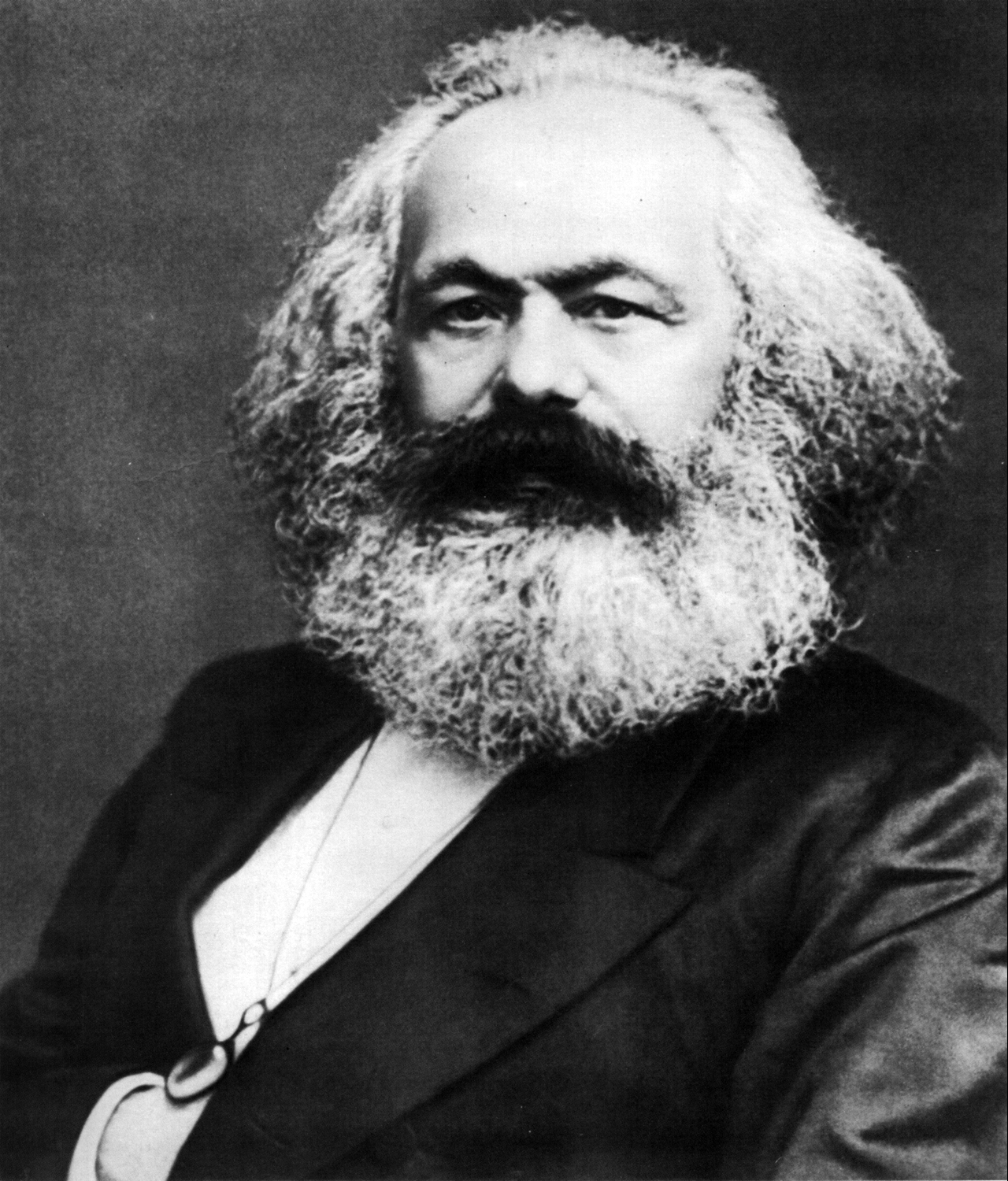
카를 마르크스

1844년 무신론 정치 경제학자인 카를 마르크스는 그의 저서 《헤겔 법철학의 비판을 위하여, 서설》에서 '종교적 비참은 현실적 비참의 표현이자 현실적 비참에 대한 항의이다. 종교는 곤궁한 피조물의 한숨이며, 무정한 세계의 감정이고, 또 정신 없는 상태의 정신이다. 종교는 인민의 아편이다.'라고 주장하였다. 마르크스는 현실과 사회에서 유례된 고통으로 사람들이 종교를 가지게 된다고 믿었다. 그는 종교를 환상적 행복이라 규정하고 사람들이 내세에 관심을 갖게 함으로써 사회의 부조리를 고쳐나가 진실된 행복을 추구해야한다고 제안하였다. 같은 저서에서 마르크스는 '인간이 종교를 만들지, 종교가 인간을 만드는 것은 아니다'라고 하였다.

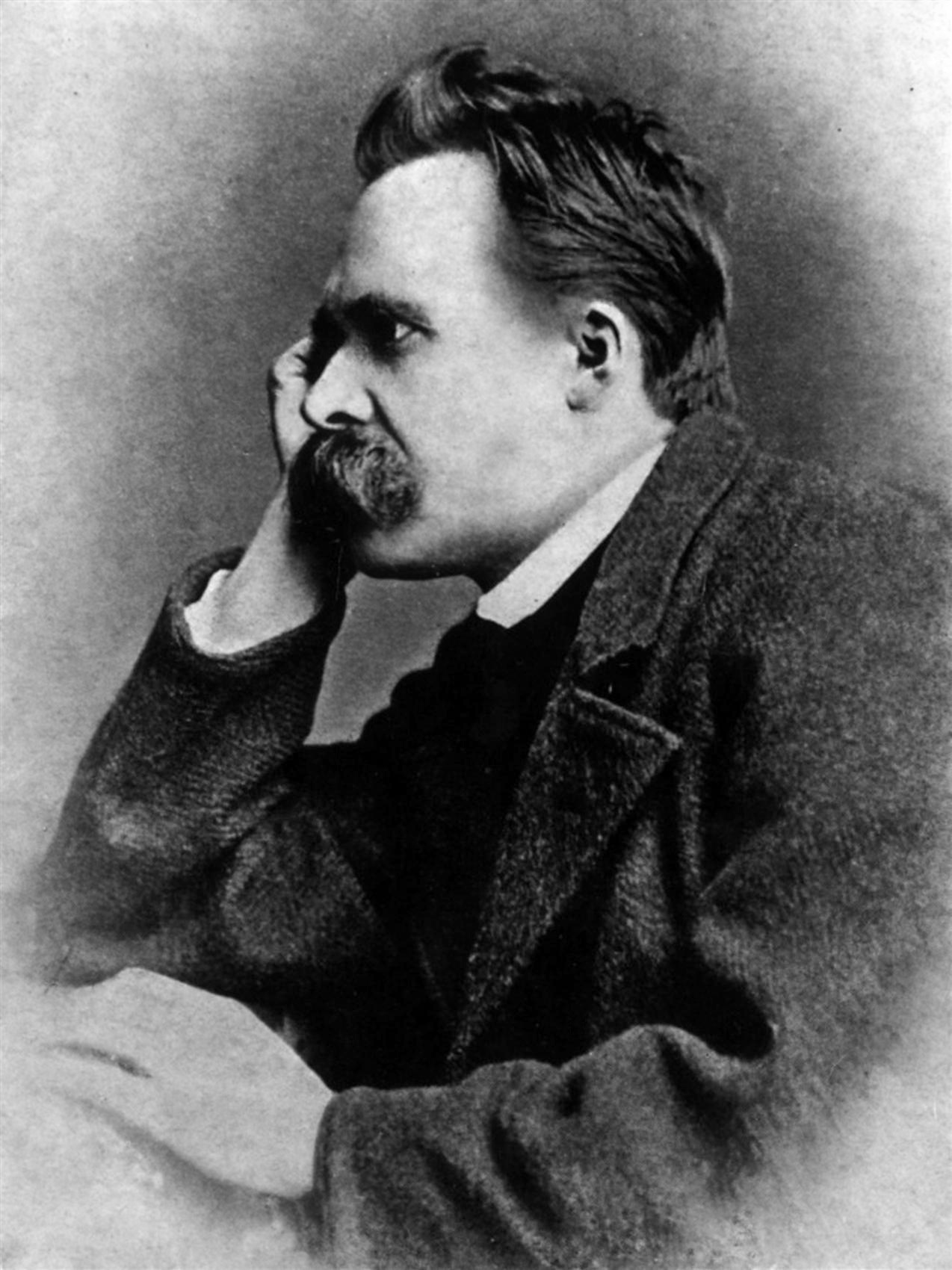
프리드리히 니체

19세기 철학자 프리드리히 니체는 '신은 죽었다.'라는 발언으로 잘 알려진 명사이다. 그러나 이 발언은 니체가 직접 한 발언이 아니라 그의 작품 속 인물들 사이의 대화에서 나온 문장이다. 니체는 기독교적 유신론이 한 신앙 체제로서 서구 세계의 도덕적 근원이였으나 현대 사상의 결과 즉 허무주의의 부상과 기독교적 가치의 하락으로 붕괴되고 거부되었다고 논증하였다. 니체는 굳은 무신론자로서 허무주의와 인본주의의 부작용을 걱정하기도 하였다. 따라서 그는 새로운 사회를 요구하였는데, 그것은 바로 초인 중심의 사회였다.

### 20세기

#### 무신론의 확산
20세기의 무신론은 논리실증주의, 마르크스주의, 아나키즘, 실존주의, 세속적 인본주의, 객관주의, 페미니즘 그리고 일반적인 과학 및 합리주의 운동과 같은 서양 전통의 광범위한 다른, 다양한 철학들에서 인정을 받았다. 신실증주의와 분석철학은 경험주의를 선호하여 고전적 합리주의와 형이상학을 폐기했다. 버트런드 러셀과 같은 지지자들은 신앙을 단호하게 거부했다.
A. J. 에이어는 경험과학을 고수하며 종교적 진술의 검증불가능성과 무의미함을 주장했다. J. N. Findlay와 J. J. C. Smart는 신의 존재에 대해 반대했다. 존 듀이와 같은 자연주의자들과 유물론자들은 자연세계를 모든 것의 기반으로 간주했다.

#### 국가 무신론

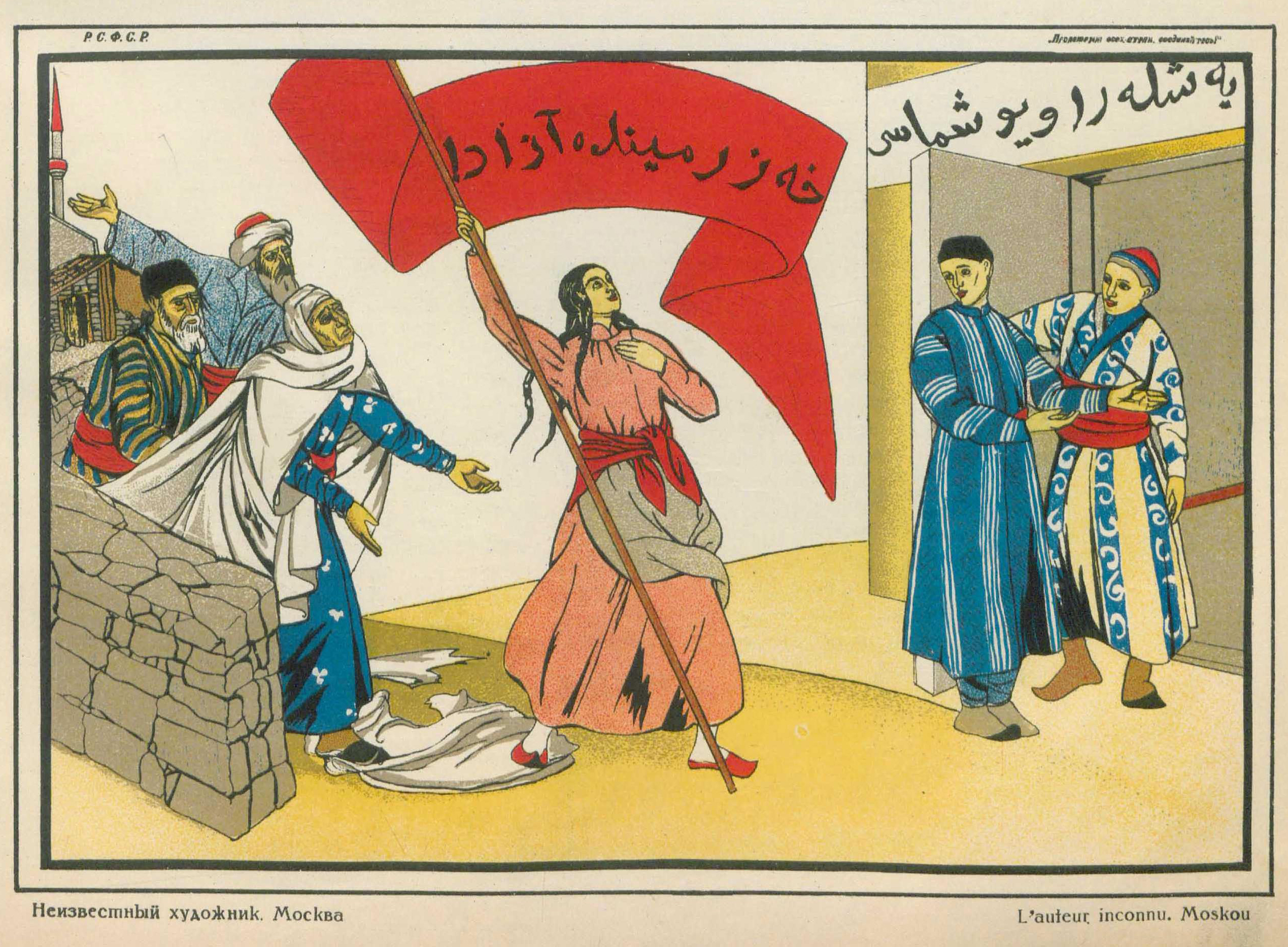
"나도 이제 자유롭다!" 소련 튀르키스탄의 젊은 여성들에게 콤소몰에 가입하도록 격려하는 포스터

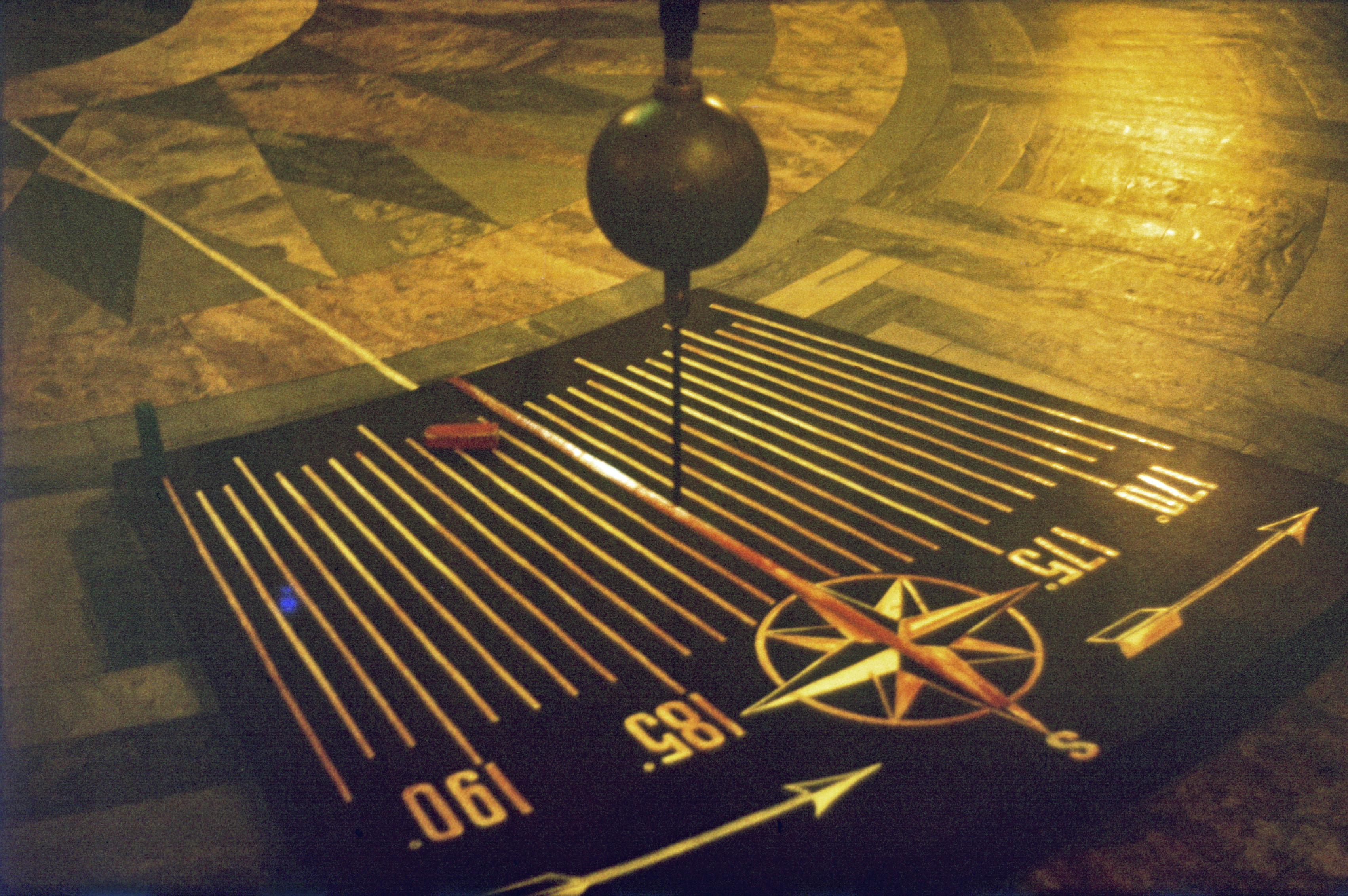
소련의 대성당 내부의 푸코 진자

러시아 정교회는 소련 정부에 탄압됐다. 1922년 소련 정권은 러시아 정교회 총대주교를 체포했다. 블라디미르 레닌이 죽은 후, 종교적 권위를 억압의 도구로 간주해 거부하고 "명백한 설명"이라는 전략을 구사한 소련 지도자 이오시프 스탈린은 1920년대와 1930년대에 걸쳐 교회 박해를 추진했다. 많은 사제들이 살해당하고 투옥됐다. 수천 개의 교회가 문을 닫았고 일부는 병원으로 바뀌었다. 1925년 정부는 무신론자 동맹을 창설했다. 1941년 독일이 소련을 침공한 이후 정권은 박해를 완화했다. 스탈린은 독일과의 전쟁에서 소련 국민을 강제로 징집하기 위해 러시아 교회를 재개했다.
이탈리아 파시즘의 중심인물은 베니토 무솔리니였다. 무솔리니는 초기에 무신론자였고 교회에 대한 강력한 반대자였으며, 1919년에 작성된 최초의 파시스트 프로그램은 이탈리아에서 교회 재산의 세속화를 요구했다. 무솔리니는 나중에 자신의 입장을 완화했고, 재임 중에 학교에서 종교를 가르치는 것을 허용했으며 라테란 조약에서 교황청과 합의했다. 교황 비오 11세는 1931년 회칙에서 무솔리니의 파시스트 운동의 "국가에 대한 이교도적 숭배"와 "청소년을 교회와 예수 그리스도에게서 빼앗아가는 혁명"을 비난했다.
제2차 세계대전 이후 동유럽 전역에서 새로운 사회주의 국가들은 종교에 반감을 품었다. 종교 지도자들에 대한 박해가 이어졌다. 거의 모든 교회 학교와 많은 교회 건물이 폐쇄됐다. 어린이들에게 무신론을 가르쳤고 수천 명의 성직자들이 투옥됐다. 엔베르 호자의 통치 하에 있던 알바니아는 1967년에 공식적으로 무신론 국가가 됐고, 다른 대부분의 국가들이 시도했던 것보다 훨씬 더 나아가 종교적 준수를 완전히 금지하고 신도들을 체계적으로 탄압하고 박해했으며, 이는 2022년까지 유일했다. 1976년 알바니아 헌법 제37조는 "국가는 어떠한 종교도 인정하지 않고, 인민들에게 과학적 유물론 세계관을 심어주기 위해 무신론 선전을 지원한다"고 규정했다.
전후 동양에서 공산주의가 승리하면서 중국, 북한, 인도차이나 대부분 지역에서 정권이 종교를 숙청했다. 1949년 중국 본토는 마오쩌둥의 중국 공산당의 지도 하에 사회주의 국가가 됐다. 마오쩌둥 시대에 중국은 공식적으로 무신론 국가가 됐고, 일부 종교 관행은 국가 감독 하에 계속 허용됐지만, 질서에 위협이 된다고 여겨지는 종교 단체는 탄압을 당했다. 1959년의 티베트 불교와 21세기의 파룬궁이 그 예시이다. 종교 학교와 사회 기관은 폐쇄됐고, 외국 선교사는 추방당했으며, 지역 종교 관행은 억제됐다. 문화혁명 동안 마오쩌둥은 "구사상, 관습, 문화, 사고방식"이라는 4구(四舊)에 대한 "투쟁"을 선동했다. 1999년 공산당은 티베트에서 무신론을 장려하기 위한 3개년 계획을 시작하면서 무신론에 대한 선전을 강화하는 것이 "특히 티베트에 중요하다. 왜냐하면 무신론은 이 지역의 경제 건설, 사회 발전, 사회주의 영적 문명을 촉진하는 데 매우 중요한 역할을 하기 때문이다"라고 말했다. 2022년 브리태니커 백과사전에 의하면 인구의 약 절반이 무종교 또는 무신론자라고 주장했다.

### 21세기

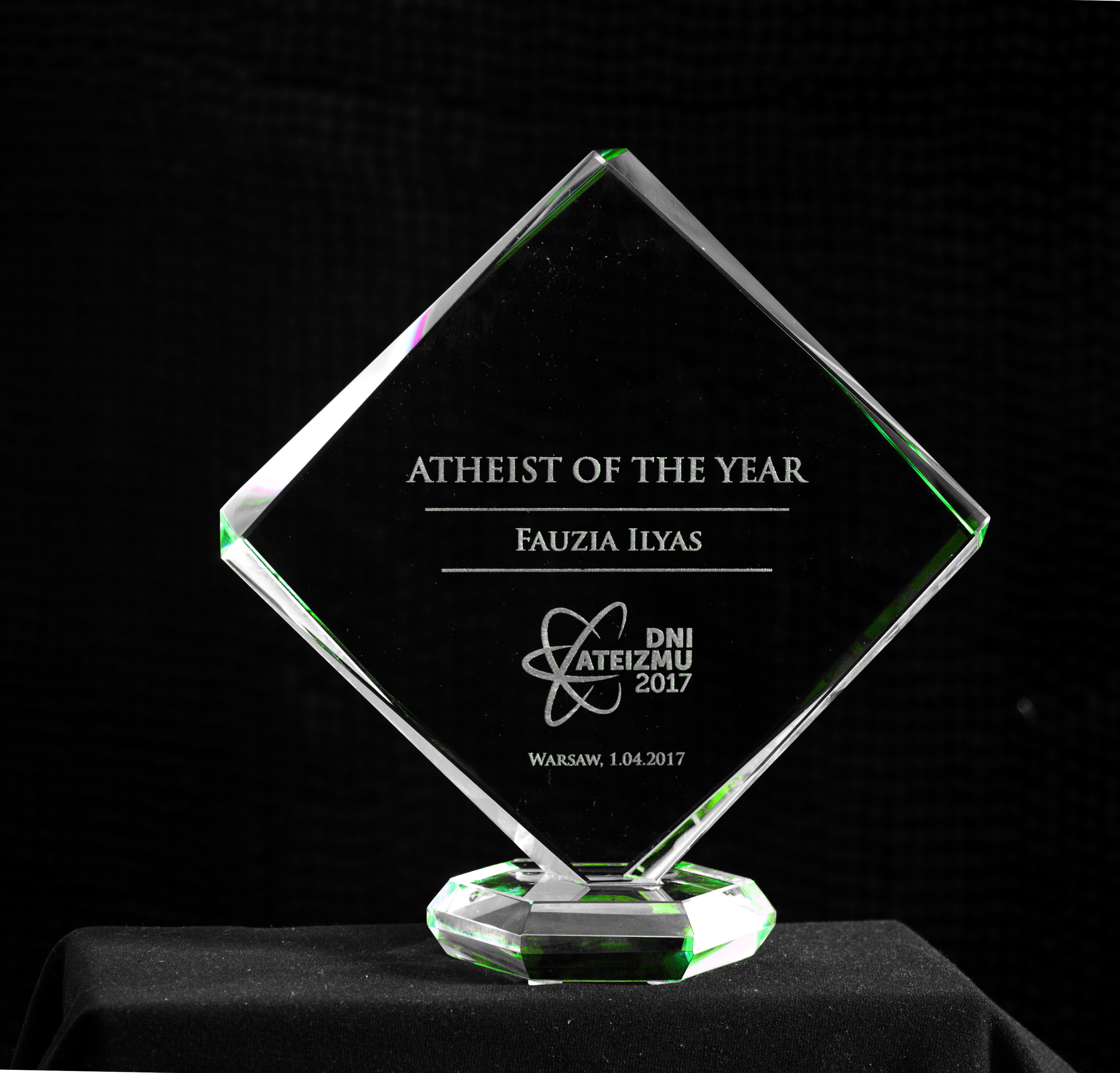
Kazimierz Łyszczyński 재단의 올해의 무신론자 상.

21세기 초반 서구세계에서는 세속주의, 인본주의, 무신론이 계속해서 장려됐고, 어떤 특정 종교에도 소속되지 않은 사람들의 수가 증가했다는 것이 일반적인 합의였다. 무신론 단체는 자연주의적이고 과학적인 세계관을 통해 과학에 대한 대중의 이해와 인정을 촉진하고, 이를 공유하는 무종교인의 인권, 민권과 참정권과 사회적 인정을 옹호하는 것을 목표로 한다. 또한 샘 해리스, 리처드 도킨스, 대니얼 데닛, 크리스토퍼 히친스, 로렌스 크라우스, 제리 코인, 빅터 스텡거와 같은 학자와 과학자들이 베스트셀러가 된 이해하기 쉬운 무신론 서적을 많이 출판했다.
이 기간동안 신무신론이 부상했다. 이 표지는 유신론과 종교에 대한 노골적인 비판가에게 적용됐고, 이는 2006년 후반에 출판된 일련의 에세이인 만들어진 신, 주문을 깨다, 신은 위대하지 않다, 종교의 종말, 기독교 국가에 보내는 편지에 의해 촉발됐다. 무신론적 페미니즘은 2010년대에 더욱 두드러지게 됐다.

## 같이 보기
- 무신론자 목록